# Glycyphana nigricollis
Glycyphana nigricollis är en skalbaggsart som beskrevs av Moser 1908. Glycyphana nigricollis ingår i släktet Glycyphana och familjen Cetoniidae. Inga underarter finns listade i Catalogue of Life.